# Stolperstein in Urbach (Remstal)

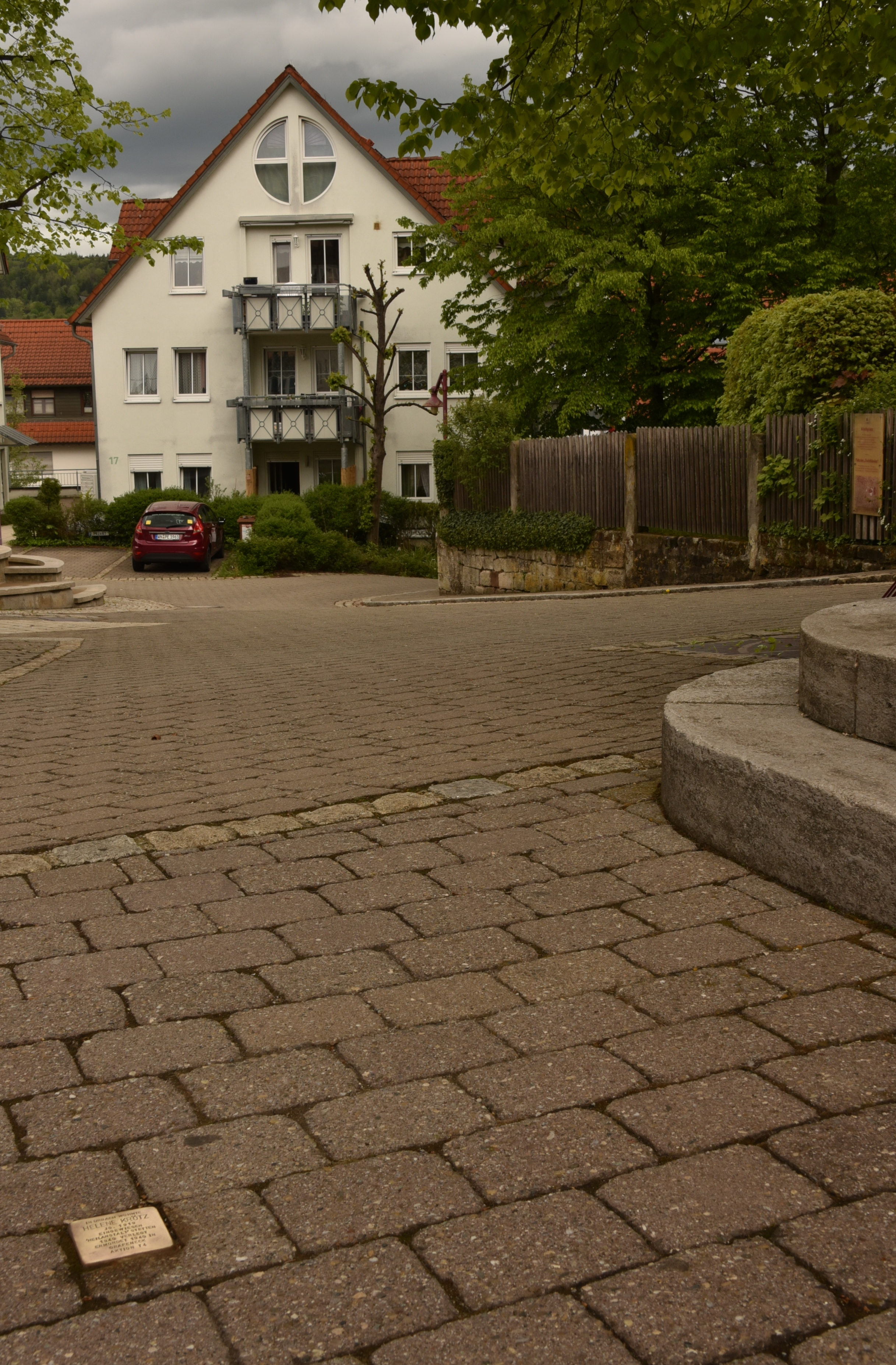
Stolperstein für Helene Krötz

Der Stolperstein in Urbach (Remstal) ist Helene Krötz gewidmet, einem Opfer der Aktion T4, des nationalsozialistischen Mordprogramms für Menschen mit Beeinträchtigung. Stolpersteine werden vom Kölner Künstler Gunter Demnig in weiten Teilen Europas verlegt. Sie erinnern an das Schicksal der Menschen, die von den Nationalsozialisten ermordet, deportiert, vertrieben oder in den Suizid getrieben wurden, und liegen im Regelfall vor dem letzten selbstgewählten Wohnsitz des Opfers.
Der bislang einzige Stolperstein von Urbach (Remstal) wurde am 13. April 2011 vom Künstler persönlich verlegt.

## Aktion T4

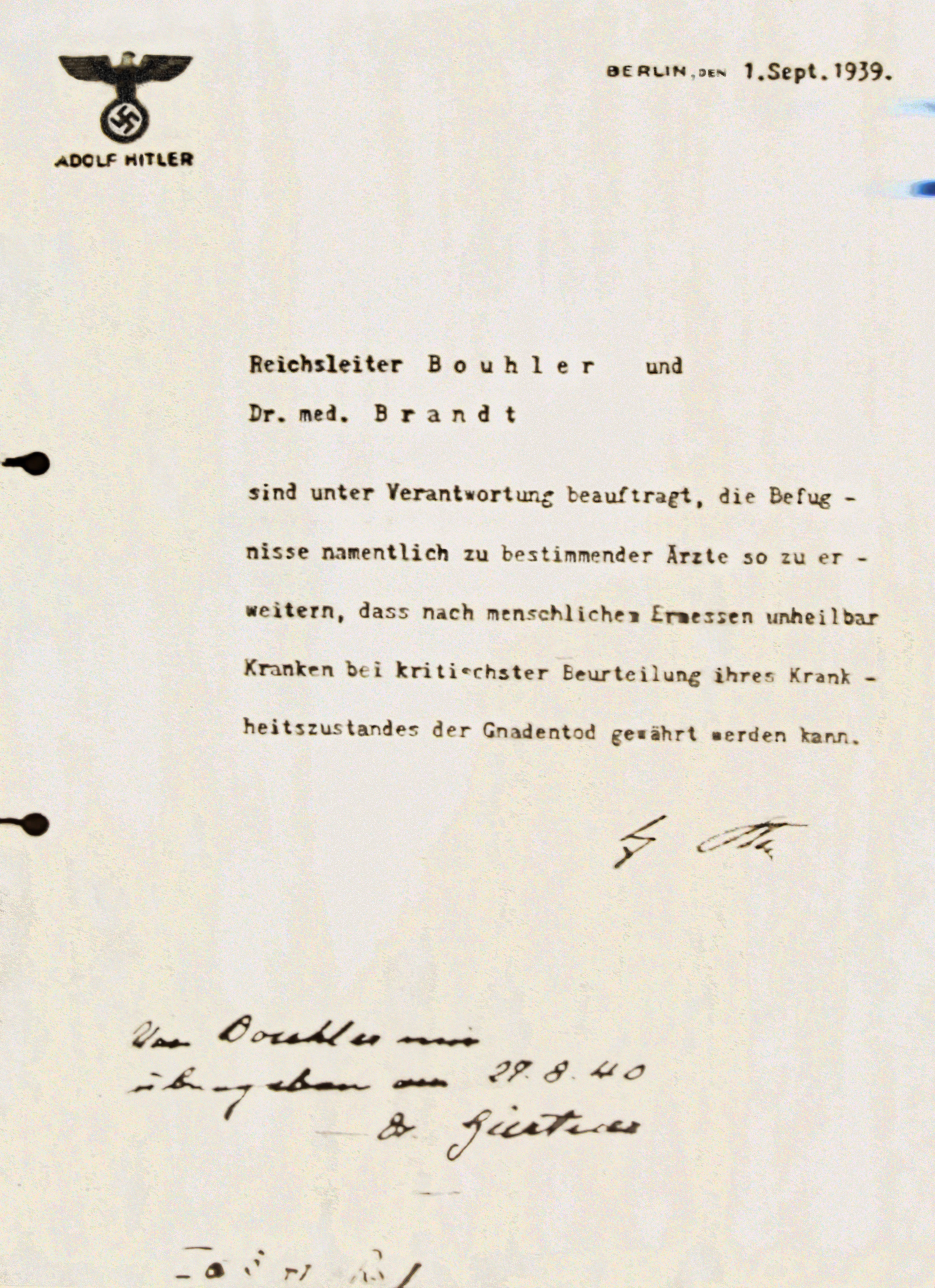
Hitler veranlasst die „Aktion Gnadentod“, rückdatiert auf den 1. September 1939

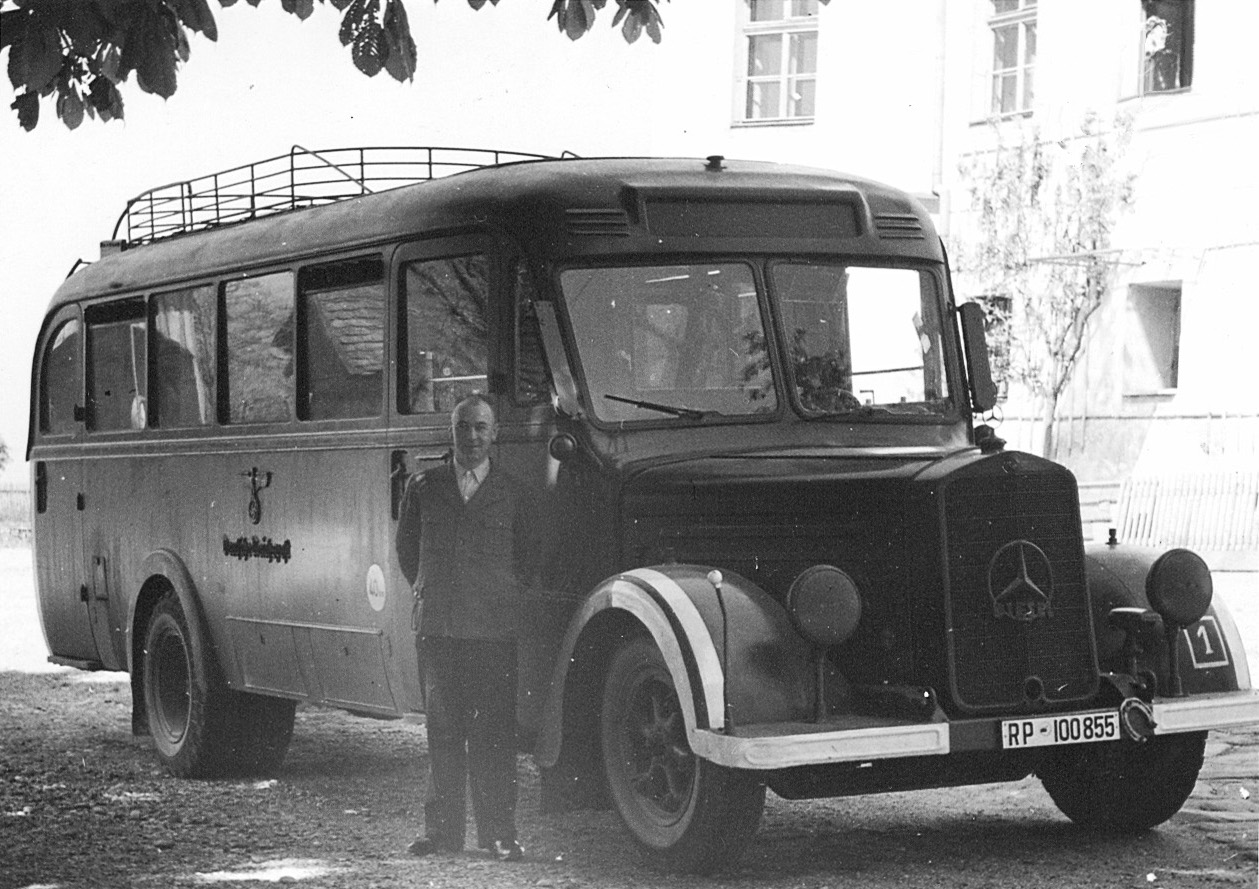
Einer der Omnibusse (etwa 1940) zur Tötungsanstalt Hartheim

Die Bezeichnung Aktion T4 stammt aus der Zeit nach 1945, sie steht für die systematische Ermordung von mehr als 70.000 Menschen mit körperlichen, geistigen und seelischen Behinderungen in Deutschland und im besetzten Österreich in den Jahren 1939 bis 1941 unter Leitung der Zentraldienststelle T4, einer Tarnorganisation zur Durchführung dieser Ermordungen. Insgesamt wurden bis 1945 über 200.000 Menschen in Deutschland und der Ostmark Opfer der Krankenmorde, die vom NS-Regime angeordnet und exekutiert wurden, geschätzt 300.000 in ganz Europa. Zu Beginn der Aktion befand sich die Dienststelle im Columbushaus, später in der Tiergartenstraße 4, daher die Abkürzung „T4“ der damaligen Zentraldienststelle. Die sogenannte „Nationalsozialistische Rassenhygiene“ beruht auf dem Konzept, dass es innerhalb des Volkskörpers „höherwertige Menschen“ gibt, die zu fördern sind, blonde blauäugige Menschen vom nordischen Typ, und „minderwertige“, die einzudämmen oder gar auszumerzen und auszulöschen sind – „Erb- und Geisteskranke, Behinderte und sozial oder rassisch Unerwünschte“. Grundlage dieses Denkens war beispielsweise die 1920 publizierte Schrift Freigabe zur Vernichtung lebensunwerten Lebens von Binding und Hoche, womit die rassenhygienischen Vorstellungen der Eugenik Eingang in die akademische Diskussion fanden. Mit seinem „Euthanasiebefehl“, einer geheimen Anordnung, ermächtigte Adolf Hitler im Oktober 1939 die systematische Vernichtung von Menschen mit Beeinträchtigung, des sogenannten „lebensunwerten Lebens“. Verschleiert wurde diese Aktion durch den euphemistischen Begriff „Gnadentod“. Hintergrund dafür war, dass der Führer das Sterben „rassisch hochwertigen“ Menschenmaterials in dem von ihm selbst angezettelten Krieg voraussah und zwecks Ausgleich „rassisch minderwertige“ Menschen ermordet wissen wollte. Zudem wurde immer wieder seitens des NS-Regimes der Begriff „unnütze Esser“ in Spiel gebracht, Menschen, die keine Leistung für den Krieg erbrachten und daher beseitigt werden müssten. Somit begründeten sowohl rassenhygienische als auch kriegswirtschaftliche Erwägungen das Mordprogramm. Es wurden Tötungsanstalten errichtet, in Bernburg, Brandenburg, Grafeneck, Hadamar, Hartheim und Pirna-Sonnenstein. Die grauen Busse der Gemeinnützigen Krankentransportgesellschaft holten körperliche und geistig Behinderte aus den früher Irrenanstalt genannten Einrichtungen, leerten ganze Anstaltstrakte und führten sie zur Ermordung mittels Gas, Giftspritze, Fehlmedikation oder Nahrungsentzug. Proteste von Einzelpersonen, seitens der Zivilgesellschaft oder der Kirchen waren nutzlos, sie führten lediglich zu Verlagerungen des Programmes, welches dezentral und noch besser verheimlicht fortgesetzt wurden. Regelmäßig wurden Sterbeurkunden gefälscht, sowohl betreffend Sterbetag und -ort als auch betreffend die Todesursache.

## Stolperstein
| Stolperstein | Inschrift | Verlegeort        | Name, Leben |
| ------------ | --- | ----------------- | --- |
|              | IN URBACH WOHNTE HELENE KRÖTZ JG. 1919 EINGEWIESEN 'HEILANSTALT' STETTEN 1940 VERLEGT ERMORDET 1940 IN GRAFENECK AKTION T4 | Kirchplatz (Lage) | Helene Krötz wurde am 20. April 1919 in Oberurbach geboren. Sie war das achte Kind von Friedrich Krötz und seiner Frau Wilhelmine. Sie hatte fünf Schwestern, Berta, Emma, Elise, Paula und Lydia, sowie drei Brüder, Adolf, Eugen und Hermann. Ihre Eltern betrieben das Gasthaus Lamm und eine Metzgerei. Helene war von Geburt an schwächlich und war immer wieder krank. Als Kleinkind erlitt sie eine Hirnhautentzündung, die zu einer geistigen Behinderung führte. Sie lernte sehr spät laufen und sprach im Alter von drei, vier Jahren nur wenige Worte. Sie und ihre zweieinhalbjährige Schwester spielten oft zusammen, mit Strohhalmen und Puppen. Der Arzt diagnostizierte Idiotie und empfahl die Einweisung in eine Anstalt. Das kinderreiche Elternpaar folgte der Empfehlung und am 29. Januar 1926 wurde Helene Krötz in die Heil- und Pflegeanstalt Stetten eingewiesen. Die Kosten bezahlte der Vater. Sie lebt im Mädchenhaus und blieb 14 Jahre lang in der Anstalt. Ihr Hausvater war Fritz Rupp, der Rektor der Anstaltsschule. Die Pflegerinnen notieren: „Helene fühlt sich hier geborgen. Heimweh kennt sie nicht. Ihre Eltern und Geschwister hängen arg an ihr. Alle paar Wochen kommt eine der Schwestern zu Besuch. Sie sorgen für alles, was sie braucht und schicken manches Päckchen. Die Namen ihrer Schwestern verwechselt sie. Helene ist sehr nett und anschmiegend. Durch Liebe und gute Worte läßt sich sehr viel bei ihr erreichen. Sie hat rasch einen Zorn, um aber unter Tränen zu lachen und zu sagen, gell Tante magst mich wieder? Wenn sie wütend ist, beißt sie sich in den Handrücken. Bei Lob freut sie sich über die Maßen.“ Am 18. September 1940 wurde die junge Frau mit einem der Grauen Busse abtransportiert, wurde mit der Nummer 64 registriert und in die Tötungsanstalt Grafeneck transferiert. Dort wurde sie noch am selben Tag ermordet. |

## Verlegedatum
- 13. April 2011